# Municipio de Lakewood (Nueva Jersey)
El municipio de Lakewood (en inglés: Lakewood Township) es un municipio ubicado en el condado de Ocean  en el estado estadounidense de Nueva Jersey. En el año 2010 tenía una población de 92,843 habitantes y una densidad poblacional de 1,428 personas por km².

## Geografía
El municipio de Lakewood se encuentra ubicado en las coordenadas 40°4′58″N 74°12′34″O / 40.08278, -74.20944.

## Demografía
Según la Oficina del Censo en 2000 los ingresos medios por hogar en el municipio eran de $35,634 y los ingresos medios por familia eran $43,806. Los hombres tenían unos ingresos medios de $38,967 frente a los $26,645 para las mujeres. La renta per cápita para la localidad era de $16,700. Alrededor del 19.8% de la población estaba por debajo del umbral de pobreza.